# Helicina rostrata
Helicina rostrata és una espècie de gastròpode eupulmonat terrestre de la família Helicinidae.

## Hàbitat
És terrestre i viu entre 0 i 419 m d'altitud.

## Distribució geogràfica
Es troba a Guatemala i Nicaragua.